# Stadio Nazionale PNF
Stadio del Partito Nazionale Fascista, mer känt under namnet Stadio Nazionale var en sportanläggning i Rom, Italien. Den byggdes 1911 och hade en publikkapacitet på 50 000 åskådare. Här spelades tre av 17 matcher vid VM i fotboll 1934, inklusive finalen mellan Italien och Tjeckoslovakien den 10 juni 1934.
Klubbarna SS Lazio och AS Roma spelade sina hemmamatcher här innan de flyttade till Stadio Olimpico 1953.
Arenan renoverades 1928, inför landskampen Italien-Ungern, revs 1953 och ersattes av Stadio Flaminio

### Fotnoter
1. ↑  ”1911 AD Oggi Tutti Gli Stadi di Roma” (på engelska). La Republic. 17 februari 1988. http://ricerca.repubblica.it/repubblica/archivio/repubblica/1988/02/17/dal-1911-ad-oggi-tutti-gli-stadi.html?refresh_ce. Läst 9 november 2015.